# کامپاتیمار شانکریا
کانپاتیمار شانکریا (۱۹۵۲ – ۱۶ مه ۱۹۷۹) قاتل سریالی هندی بود.
او در سال ۱۹۵۲ در جایپور، راجستان به دنیا آمد و در سن ۲۶ سالگی دستگیر شد. او اعتراف کرد که حداقل ۷۰ نفر را در سال‌های ۱۹۷۷–۱۹۷۸ صرقا برای لذت به قتل رسانده‌است. او قربانیان خود را با ضربهٔ چکش به گردن در زیر گوش‌ها می‌کشت که به او لقب کانپاتیمار داده شد (به معنای کسی که با چکش ضربه می‌زند). او در اوایل سال ۱۹۷۹ محکوم شد و در ۱۶ مه ۱۹۷۹ در جیپور به دار آویخته شد. او توبه کرد و آخرین سخنش قبل از اعدام این بود: «بیهوده قتل کردم. هیچ‌کس نباید مثل من شود.»